# The Bodines
The Bodines waren eine englische Indie-Pop-Band aus Glossop nahe Manchester, die – mit Unterbrechung – von 1985 bis 1990 aktiv war.

## Geschichte
Michael Ryan (Gesang, Gitarre) aus Glossop und Paul Brotherton (Gitarre) aus Salford waren 1985 nach Ende der Schulzeit arbeitslos und taten sich mit dem Schlagzeuger Paul Lilley und dem Bassisten Tim Burwood zusammen, um als Band eine Profimusiker-Karriere einzuschlagen. In Glossop gründeten sie The Bodines. Der Name geht auf die Fernsehserien-Figur Jethro Bodine zurück, den ältesten Sohn der Beverly Hillbillies. Beim Independent-Label Creation Records brachten sie ihre erste Single, God Bless, heraus. Kurz darauf wurde Lilley am Schlagzeug durch den ebenfalls arbeitslosen John Rowland, den Ryan von der Schule kannte, ersetzt. Ein Konzert der Anfangszeit war ein gemeinsames mit den aus der Nähe stammenden Inspiral Carpets, wobei The Bodines als Headliner fungierten. Die Band trat außerdem öfter im Nachtclub „The Hacienda“ in Manchester auf und erwirkte dadurch den Ruf, die „jüngste Band der Umgebung“ zu sein. Zwei weitere Creation-Singles, Therese und Heard It All, folgten.
Therese fand Eingang auf die C86-Kassetten-Kompilation des New Musical Express. Wegen der innovativen Bedeutung, die diese Präsentation neuer Bands hatte, werden The Bodines als Schlüsselband des „C86-Indie-Genres“ angesehen. Auch wurde sie als die beste Band, „die die ganze C-86-Bewegung hervorgebracht hat“, gelobt oder einfach nur Therese herausgestellt. Obwohl sich Gruppen wie Primal Scream, The Mighty Lemon Drops und The Wedding Present durchsetzen konnten, fand Ryan rückblickend die Kassette schlecht, nur seinen eigenen Beitrag mit The Bodines fand er gelungen. So wurden – nach seiner Denkweise – die ganzen Bands nach und nach entlarvt und verdammt und automatisch die seine mit. Wobei noch zusätzlich abträglich gewesen sei, dass The Bodines zur Industrie gegangen waren. Tatsächlich war dem New Musical Express nach Leserkritik die Kompilation peinlich geworden, weswegen die ursprüngliche Sympathie für die darauf Vertretenen radikal kippte. Der Wechsel einer Indieband zu einer großen Plattenfirma lieferte da ein zeitgemäßes Argument.
Dieser Wechsel zu Magnet Records erfolgte Ende 1986. Zuvor absolvierten The Bodines im Juli das Festival of the Tenth Summer, in dessen Rahmen sie mit James in Manchesters Stadtteil Hulme im PSV Club auftraten. Im Zuge der Magnet-Vertragsunterzeichnung wurden Auftritte in England organisiert und es ging im November als Vorgruppe von New Order auf Kanada-Tournee. Derweil brachte Magnet einen Remix von Therese als Vorabsingle des geplanten Albums heraus.
Im April 1987 war das von Ian Broudie (später selbst als Bandleader von The Lightning Seeds erfolgreich) produzierte Album fertig, aber die Veröffentlichung von Played erfolgte auf dem heimischen Markt im Sommer und außerhalb erst am 2. November 1987. Das Warten auf die Promotiontour der in den britischen Albumcharts auf Nr. 94 gelisteten LP verdarb den jungen Musikern die Laune. In Deutschland spielten sie vom 29. November bis 11. Dezember.
Nachdem die Single-Auskopplungen Skankin Queens und Slip Slide gefloppt waren, trennten sich das vor der Pleite stehende Label und die verschuldete Band, die sich daraufhin auflöste. Ein kurzlebiger Versuch eines Comebacks wurde 1989 unternommen, als Ryan und Brotherton, jetzt mit Spencer Birtwhistle am Schlagzeug und Ian Watson am Bass, die Band reformierten, die Single Decide für Dave Haslams Play-Hard-Label herausbrachten und ein weiteres Konzert im The Hazienda gaben. Der Zeitpunkt war ideal, da der Aufstieg der Indie-Musik in Großbritannien in diesem Jahr die Madchester-Bewegung hervorbrachte. Während andere langlebige, übersehene Manchester-Bands wie Inspiral Carpets und James endlich Erfolg hatten, indem sie sich an diese Szene anschlossen, hätten The Bodines leicht dasselbe tun können, indem sie sich in die Bewegung integriert hätten. Aber es sollte nicht sein, denn die Band trennte sich Anfang 1990. Michael Ryan tauchte 1992 als Mitglied der glücklosen Band Medalark Eleven bei Creation Records wieder auf.
2007 wurden von Firestation Records drei bisher unveröffentlichte The-Bodines-Stücke auf der CD-Single Shrinkwrap zugänglich gemacht und am 23. August 2010 wurde Played mit sieben Bonustracks auf dem Label Cherry Red Records neu aufgelegt.

## Stil
Der Stil wird mit Indie-Pop (mitunter auch Indie-Rock) angegeben. Auch der Begriff „Schrammel-Pop“ wird verwendet. Deutlich sagte dies Hans Nieswandt in der Spex, wo er das Stageacting als „langweiliges Abschrammeln“ beschrieb.

## Diskografie
- 1985: God Bless / Paradise (7"-Single; Creation Records)
- 1986: Therese / I Feel (7"-Single, plus Scar Tissue auch als 12"-Single; Creation Records)
- 1986: Heard It All / Clear (7"-Single, plus William Shatnerauch als 12"-Single; Creation Records)
- 1987: Therese / Heard It All (7"- und 12"-Single; Magnet Records)
- 1987: Played (Vinyl-Album; Magnet Records)
- 1987: Skankin Queens / My Remarkable Mind (7"- und 12"-Single; Magnet Records; auf dem Plattencover wurde Skankin Queens um die Gesangszeile A Thousand Times aus demselben Lied ergänzt)
- 1987: Slip Slide / Naming Names (7"-Single, plus Long Time Dead auch als 12"-Single; Magnet Records)
- 1989: Decide / Hard On / The Groove (12"-Single; Play Hard Records)
- 2007: Shrinkwrap / With You / Wake Me Up And Smell The Coffee (CD-Single; Firestation Records)
- 2010: Played (CD-Album mit 7 Bonustracks; Cherry Red Records)